# Marokko op de Olympische Zomerspelen 2024
Marokko nam deel aan de Olympische Zomerspelen 2024 in Parijs, Frankrijk.

## Medailleoverzicht
| Medaille | Naam | Sport    | Onderdeel               | Datum           |
| -------- | --- | -------- | ----------------------- | --------------- |
| Goud     | Soufiane El Bakkali | Atletiek | 3000 m steeplechase (m) | 7 augustus 2024 |
|          | |          |                         |                 |
| Brons    | Voetbalelftal -23 Ilias Akhomach Eliesse Ben Seghir Benjamin Bouchouari Mehdi Boukamir Oussama El Azzouzi Bilal El Khannous Zakaria El Ouahdi Abde Ezzalzouli Rachid Ghanimi Achraf Hakimi Yassine Kechta El Mehdi Maouhoub Munir Mohamedi Akram Nakach Soufiane Rahimi Amir Richardson Adil Tahif Oussama Targhalline | Voetbal  | Voetbal (m)             | 9 augustus 2024 |

## Aantal Deelnemers
| Sport        | Mannen | Vrouwen | Totaal |
| ------------ | ------ | ------- | ------ |
| Atletiek     | 8      | 5       | 13     |
| Boksen       | 0      | 3       | 3      |
| Breakdance   | 1      | 1       | 2      |
| Golf         | 0      | 1       | 1      |
| Judo         | 2      | 1       | 3      |
| Kanovaren    | 2      | 0       | 2      |
| Paardensport | 1      | 1       | 2      |
| Roeien       | 0      | 1       | 1      |
| Schermen     | 1      | 1       | 2      |
| Schietsport  | 1      | 0       | 1      |
| Skateboarden | 0      | 1       | 1      |
| Schietsport  | 1      | 0       | 1      |
| Taekwondo    | 0      | 2       | 2      |
| Triatlon     | 1      | 0       | 1      |
| Voetbal      | 18     | 0       | 18     |
| Volleybal    | 2      | 0       | 2      |
| Wielersport  | 2      | 0       | 2      |
| Worstelen    | 1      | 0       | 1      |
| Zwemmen      | 1      | 1       | 2      |
| totaal       | 42     | 18      | 60     |

## Deelnemers en Resultaten

### Atletiek

#### Loopnummers
Mannen
| atleet              | onderdeel           | series  | series | herkansingen | herkansingen | halve finale   | halve finale   | finale         | finale         |
| atleet              | onderdeel           | tijd    | rang   | tijd         | rang         | tijd           | rang           | tijd           | rang           |
| ------------------- | ------------------- | ------- | ------ | ------------ | ------------ | -------------- | -------------- | -------------- | -------------- |
| Abdelati El Guesse  | 800 m               | 1.46,91 | 5 H    | DNS          | DNS          | niet geplaatst | niet geplaatst | niet geplaatst | niet geplaatst |
| Anass Essayi        | 1500 m              | 3.36,44 | 4 Q    | bye          | bye          | 3.32,49        | 7              | niet geplaatst | niet geplaatst |
| Soufiane El Bakkali | 3000 m steeplechase | 8.17,90 | 1 Q    | n.v.t.       | n.v.t.       | n.v.t.         | n.v.t.         | 8.06,05        | Goud           |
| Faid El Mostafa     | 3000 m steeplechase | 8.39,48 | 12     | n.v.t.       | n.v.t.       | n.v.t.         | n.v.t.         | niet geplaatst | niet geplaatst |
| Mohamed Tindouft    | 3000 m steeplechase | 8.10,62 | 1 Q    | n.v.t.       | n.v.t.       | n.v.t.         | n.v.t.         | 8.14,82        | 12             |
| Othmane El Goumri   | marathon            | n.v.t.  | n.v.t. | n.v.t.       | n.v.t.       | n.v.t.         | n.v.t.         | 2.10.06        | 18             |
| Mouhcine Outalha    | marathon            | n.v.t.  | n.v.t. | n.v.t.       | n.v.t.       | n.v.t.         | n.v.t.         | DNF            | DNF            |
| Zouhair Talbi       | marathon            | n.v.t.  | n.v.t. | n.v.t.       | n.v.t.       | n.v.t.         | n.v.t.         | 2.11.51        | 35             |

Vrouwen
| atlete                 | onderdeel    | series | series | herkansingen   | herkansingen   | halve finale   | halve finale   | finale         | finale         |
| atlete                 | onderdeel    | tijd   | rang   | tijd           | rang           | tijd           | rang           | tijd           | rang           |
| ---------------------- | ------------ | ------ | ------ | -------------- | -------------- | -------------- | -------------- | -------------- | -------------- |
| Assia Raziki           | 800 m        | DSQ    | DSQ    | niet geplaatst | niet geplaatst | niet geplaatst | niet geplaatst | niet geplaatst | niet geplaatst |
| Noura Ennadi           | 400 m horden | 55,26  | 2 Q    | bye            | bye            | 55,50          | 8              | niet geplaatst | niet geplaatst |
| Kaoutar Farkoussi      | marathon     | n.v.t. | n.v.t. | n.v.t.         | n.v.t.         | n.v.t.         | n.v.t.         | 2.31.34        | 39             |
| Fatima Ezzahra Gardadi | marathon     | n.v.t. | n.v.t. | n.v.t.         | n.v.t.         | n.v.t.         | n.v.t.         | 2.26.30        | 11             |
| Rahma Tahiri           | marathon     | n.v.t. | n.v.t. | n.v.t.         | n.v.t.         | n.v.t.         | n.v.t.         | DNF            | DNF            |

### Boksen
Vrouwen
| atlete           | onderdeel     | eerste ronde         | tweede ronde         | kwartfinale          | halve finale         | finale               | rang           |
| atlete           | onderdeel     | tegenstander uitslag | tegenstander uitslag | tegenstander uitslag | tegenstander uitslag | tegenstander uitslag | rang           |
| ---------------- | ------------- | -------------------- | -------------------- | -------------------- | -------------------- | -------------------- | -------------- |
| Yasmine Moutaqui | vlieggewicht  | Villegas V 0 - 5     | niet geplaatst       | niet geplaatst       | niet geplaatst       | niet geplaatst       | niet geplaatst |
| Widad Bertal     | bantamgewicht | n.v.t.               | Jitpong W 3 - 2      | Pang C-m V 0 - 4     | niet geplaatst       | niet geplaatst       | niet geplaatst |
| Khadija El-Mardi | middelgewicht | bye                  | Reid W 3 - 2         | Parker V 1 - 4       | niet geplaatst       | niet geplaatst       | niet geplaatst |

### Breakdance
| Atleet            | Nickname  | Onderdeel | Kwalificatie | Kwalificatie | Ronde 1                | Kwartfinale            | Halve finale           | Finale / BM            | Finale / BM    |
| Atleet            | Nickname  | Onderdeel | Punten       | Rang         | Tegenstander Resultaat | Tegenstander Resultaat | Tegenstander Resultaat | Tegenstander Resultaat | Rang           |
| ----------------- | --------- | --------- | ------------ | ------------ | ---------------------- | ---------------------- | ---------------------- | ---------------------- | -------------- |
| Bilal Mallakh     | Billy     | B-Boys    | 4            | 15           | niet geplaatst         | niet geplaatst         | niet geplaatst         | niet geplaatst         | niet geplaatst |
| Fatima El-Mamouny | Elmamouny | B-Girls   | 2            | 15           | niet geplaatst         | niet geplaatst         | niet geplaatst         | niet geplaatst         | niet geplaatst |

### Golf
| atleet         | onderdeel | eerste ronde | tweede ronde | derde ronde | vierde ronde | totaal | totaal | totaal |
| atleet         | onderdeel | score        | score        | score       | score        | score  | par    | rang   |
| -------------- | --------- | ------------ | ------------ | ----------- | ------------ | ------ | ------ | ------ |
| Ines Laklalech | vrouwen   | 78           | 75           | 77          | 73           | 303    | +15    | 52     |

### Judo
Mannen
| atleet                | onderdeel | eerste ronde         | tweede ronde         | derde ronde          | kwartfinale          | halve finale         | herkansing           | finale / BM          | finale / BM    |
| atleet                | onderdeel | tegenstander uitslag | tegenstander uitslag | tegenstander uitslag | tegenstander uitslag | tegenstander uitslag | tegenstander uitslag | tegenstander uitslag | rang           |
| --------------------- | --------- | -------------------- | -------------------- | -------------------- | -------------------- | -------------------- | -------------------- | -------------------- | -------------- |
| Abderrahmane Boushita | −66 kg    | n.v.t.               | Shmailov V 00 - 01   | niet geplaatst       | niet geplaatst       | niet geplaatst       | niet geplaatst       | niet geplaatst       | niet geplaatst |
| Achraf Moutii         | −81 kg    | bye                  | Lee J-h V 00 - 01    | niet geplaatst       | niet geplaatst       | niet geplaatst       | niet geplaatst       | niet geplaatst       | niet geplaatst |

Vrouwen
| atleet         | onderdeel | eerste ronde         | tweede ronde         | kwartfinale          | halve finale         | herkansing           | finale / BM          | finale / BM    |
| atleet         | onderdeel | tegenstander uitslag | tegenstander uitslag | tegenstander uitslag | tegenstander uitslag | tegenstander uitslag | tegenstander uitslag | rang           |
| -------------- | --------- | -------------------- | -------------------- | -------------------- | -------------------- | -------------------- | -------------------- | -------------- |
| Soumiya Iraoui | −52 kg    | Asvesta V 00 - 01    | niet geplaatst       | niet geplaatst       | niet geplaatst       | niet geplaatst       | niet geplaatst       | niet geplaatst |

### Kanovaren

#### Kayak cross
| Atleet       | Onderdeel   | Tijdrit | Tijdrit | Ronde 1 | Herkansingen | Series         | Kwartfinale    | Halve finale   | Finale         | Finale |
| Atleet       | Onderdeel   | Tijd    | Rang    | Rang    | Rang         | Rang           | Rang           | Rang           | Rang           | Rang   |
| ------------ | ----------- | ------- | ------- | ------- | ------------ | -------------- | -------------- | -------------- | -------------- | ------ |
| Mathis Soudi | KX-1 mannen | 70.53   | 17      | 3 R     | 3            | niet geplaatst | niet geplaatst | niet geplaatst | niet geplaatst | 33     |

#### Slalom
Mannen
| atleet       | onderdeel  | series | series | series | series | series    | series | halve finale | halve finale | finale         | finale         |
| atleet       | onderdeel  | run 1  | rang   | run 2  | rang   | beste run | rang   | tijd         | rang         | tijd           | rang           |
| ------------ | ---------- | ------ | ------ | ------ | ------ | --------- | ------ | ------------ | ------------ | -------------- | -------------- |
| Mathis Soudi | K-1 slalom | 89,90  | 14     | 89,45  | 9      | 89,45     | 16 Q   | 104,11       | 16           | niet geplaatst | niet geplaatst |

#### Sprint
Mannen
| atlete         | onderdeel  | series  | series | kwartfinale | kwartfinale | halve finale   | halve finale   | finale         | finale         |
| atlete         | onderdeel  | tijd    | rang   | tijd        | rang        | tijd           | rang           | tijd           | rang           |
| -------------- | ---------- | ------- | ------ | ----------- | ----------- | -------------- | -------------- | -------------- | -------------- |
| Achraf El Aydi | K-1 1000 m | 3.30,36 | 5 q    | 4.02,27     | 6           | niet geplaatst | niet geplaatst | niet geplaatst | niet geplaatst |

### Paardensport

#### Dressuur
| ruiter          | paard       | onderdeel   | Grand Prix | Grand Prix | Grand Prix Special | Grand Prix Special | Grand Prix Freestyle | Grand Prix Freestyle | totaal         | totaal         |
| ruiter          | paard       | onderdeel   | score      | rang       | score              | rang               | technisch            | artistiek            | uitslag        | rang           |
| --------------- | ----------- | ----------- | ---------- | ---------- | ------------------ | ------------------ | -------------------- | -------------------- | -------------- | -------------- |
| Yessin Rahmouni | All At Once | individueel | 68,696     | 42         |                    |                    | niet geplaatst       | niet geplaatst       | niet geplaatst | niet geplaatst |

#### Eventing
| ruiter      | paard        | onderdeel   | dressuur    | dressuur | cross-country | cross-country | cross-country | springen     | springen     | springen     | springen       | springen       | springen       | totaal         | totaal         |
| ruiter      | paard        | onderdeel   | dressuur    | dressuur | cross-country | cross-country | cross-country | kwalificatie | kwalificatie | kwalificatie | finale         | finale         | finale         | totaal         | totaal         |
| ruiter      | paard        | onderdeel   | strafpunten | rang     | strafpunten   | totaal        | rang          | strafpunten  | totaal       | rang         | strafpunten    | totaal         | rang           | strafpunten    | rang           |
| ----------- | ------------ | ----------- | ----------- | -------- | ------------- | ------------- | ------------- | ------------ | ------------ | ------------ | -------------- | -------------- | -------------- | -------------- | -------------- |
| Noor Slaoui | Cash in Hand | individueel | 36,4        | 48       | 24,0          | 60,4          | 43            | 20,8         | 81,2         | 45           | niet geplaatst | niet geplaatst | niet geplaatst | niet geplaatst | niet geplaatst |

### Roeien
Vrouwen
| atleet                | onderdeel | series  | series | herkansingen | herkansingen | kwartfinale | kwartfinale | halve finale | halve finale | finale  | finale |
| atleet                | onderdeel | tijd    | rang   | tijd         | rang         | tijd        | rang        | tijd         | rang         | tijd    | rang   |
| --------------------- | --------- | ------- | ------ | ------------ | ------------ | ----------- | ----------- | ------------ | ------------ | ------- | ------ |
| Majdouline El Allaoui | skiff     | 8:30.47 | 6 H    | 8:42.07      | 5 HE/F       | n.v.t.      | n.v.t.      | 8.49,70      | 4 FF         | 8.20,81 | 31     |

Legenda: FA=finale A (medailles); FB=finale B (geen medailles); FC=finale C (geen medailles); FD=finale D (geen medailles); FE=finale E (geen medailles); FF=finale F (geen medailles); HA/B=halve finale A/B; HC/D=halve finale C/D; HE/F=halve finale E/F; KF=kwartfinale; H=herkansing

### Schermen
Mannen
| atleet          | onderdeel | eerste ronde         | tweede ronde         | derde ronde          | kwartfinale          | halve finale         | finale / BM          | finale / BM    |
| atleet          | onderdeel | tegenstander uitslag | tegenstander uitslag | tegenstander uitslag | tegenstander uitslag | tegenstander uitslag | tegenstander uitslag | rang           |
| --------------- | --------- | -------------------- | -------------------- | -------------------- | -------------------- | -------------------- | -------------------- | -------------- |
| Houssam El Kord | degen     | bye                  | Kurbanov V 13 - 15   | niet geplaatst       | niet geplaatst       | niet geplaatst       | niet geplaatst       | niet geplaatst |

Vrouwen
| atleet          | onderdeel | eerste ronde         | tweede ronde         | derde ronde          | kwartfinale          | halve finale         | finale / BM          | finale / BM    |
| atleet          | onderdeel | tegenstander uitslag | tegenstander uitslag | tegenstander uitslag | tegenstander uitslag | tegenstander uitslag | tegenstander uitslag | rang           |
| --------------- | --------- | -------------------- | -------------------- | -------------------- | -------------------- | -------------------- | -------------------- | -------------- |
| Youssra Zekrani | floret    | Jelińska V 3 - 15    | niet geplaatst       | niet geplaatst       | niet geplaatst       | niet geplaatst       | niet geplaatst       | niet geplaatst |

### Schietsport
Mannen
| atleet        | onderdeel | kwalificaties | kwalificaties | finale         | finale         |
| atleet        | onderdeel | punten        | rang          | punten         | rang           |
| ------------- | --------- | ------------- | ------------- | -------------- | -------------- |
| Driss Haffary | trap      | 122           | 10            | niet geplaatst | niet geplaatst |

### Skateboarden
Vrouwen
| atleet     | onderdeel | kwalificaties | kwalificaties | finale         | finale         |
| atleet     | onderdeel | punten        | rang          | punten         | rang           |
| ---------- | --------- | ------------- | ------------- | -------------- | -------------- |
| Aya Asaqas | park      | 13,68         | 22            | niet geplaatst | niet geplaatst |

### Surfen
Mannen
| Atleet         | Onderdeel | Ronde 1 | Ronde 1 | Ronde 2               | Ronde 3                 | Kwartfinale          | Halve finale         | Finale / BM          | Finale / BM    |
| Atleet         | Onderdeel | Score   | Rang    | Tegenstander Uitslag  | Tegenstander Uitslag    | Tegenstander Uitslag | Tegenstander Uitslag | Tegenstander Uitslag | Rang           |
| -------------- | --------- | ------- | ------- | --------------------- | ----------------------- | -------------------- | -------------------- | -------------------- | -------------- |
| Ramzi Boukhiam | mannen    | 9,76    | 2 R2    | Pérez W 14,60 - 12,60 | Chianca V 17,80 - 18,10 | niet geplaatst       | niet geplaatst       | niet geplaatst       | niet geplaatst |

### Taekwondo
Vrouwen
| atleet                   | onderdeel | kwalificatie                      | eerste ronde                       | kwartfinale          | halve finale         | herkansing                  | finale / BM          | finale / BM    |
| atleet                   | onderdeel | tegenstander uitslag              | tegenstander uitslag               | tegenstander uitslag | tegenstander uitslag | tegenstander uitslag        | tegenstander uitslag | rang           |
| ------------------------ | --------- | --------------------------------- | ---------------------------------- | -------------------- | -------------------- | --------------------------- | -------------------- | -------------- |
| Oumaima El-Bouchti       | -49 kg    | da Costa Silva W 2 - 0 (2-1, 4-1) | Wongpattanakit V 0 - 2 (1-8, 1-10) | niet geplaatst       | niet geplaatst       | Abutaleb V 0 - 2 (0-2, 0-7) | niet geplaatst       | niet geplaatst |
| Fatima-Ezzahra Aboufaras | +67 kg    | n.v.t.                            | Abo-Alrub V 1 - 2 (3-0, 6-1, 3-3)  | niet geplaatst       | niet geplaatst       | niet geplaatst              | niet geplaatst       | niet geplaatst |

### Triatlon
Individueel
| Atleet           | Evenement | Zwemmen(1.5 km) | Rang 1 | Fietsen (40 km) | Rang 2 | Lopen(10 km) | Totaal Tijd | Ranking |
| ---------------- | --------- | --------------- | ------ | --------------- | ------ | ------------ | ----------- | ------- |
| Jawad Abdelmoula | Mannen    |                 |        |                 |        |              |             |         |

### Voetbal

#### Mannen
| Atleten | Discipline | Resultaat | Prestatie |
| --- | ---------- | --------- | --------- |
| Ilias Akhomach Eliesse Ben Seghir Benjamin Bouchouari Mehdi Boukamir Oussama El Azzouzi Bilal El Khannous Zakaria El Ouahdi Abde Ezzalzouli Rachid Ghanimi Achraf Hakimi Yassine Kechta El Mehdi Maouhoub Munir Mohamedi Akram Nakach Soufiane Rahimi Amir Richardson Adil Tahif Oussama Targhalline | mannen     | 3 [ 1 ]   | zie onder |

| Groep B |            |             |             |             |             |            |            |            |        |
| #       | Land       | Wedstrijden | Wedstrijden | Wedstrijden | Wedstrijden | Doelpunten | Doelpunten | Doelpunten | Punten |
| #       | Land       | G           | W           | G           | V           | V          | T          | Saldo      | Punten |
| 1       | Marokko    | 3           | 2           | 0           | 1           | 6          | 3          | +3         | 6      |
| 2       | Argentinië | 3           | 2           | 0           | 1           | 6          | 3          | +3         | 6      |
| 3       | Oekraïne   | 3           | 1           | 0           | 2           | 3          | 5          | -2         | 3      |
| 4       | Irak       | 3           | 1           | 0           | 2           | 3          | 7          | -4         | 3      |

| groepsfase     |                 |            |         |         |                  |  |  |
| 24 juli 2024   | 15:00           | Argentinië | 1 - 2   | Marokko |                  |  |  |
| 27 juli 2024   | 17:00           | Oekraïne   | 2 - 1   | Marokko |                  |  |  |
| 30 juli 2024   | 17:00           | Marokko    | 3 - 0   | Irak    |                  |  |  |
|                |                 |            |         |         |                  |  |  |
| kwartfinale    | 2 augustus 2024 | 15:00      | Marokko | 4 - 0   | Verenigde Staten |  |  |
|                |                 |            |         |         |                  |  |  |
| halve finale   | 5 augustus 2024 | 18:00      | Marokko | 1 - 2   | Spanje           |  |  |
|                |                 |            |         |         |                  |  |  |
| bronzen finale | 8 augustus 2024 | 17:00      | Egypte  | 0 - 6   | Marokko          |  |  |

### Volleybal

#### Beachvolleybal
| atleten                          | onderdeel | eerste ronde         | eerste ronde         | eerste ronde         | eerste ronde | tussenronde          | achtste finale       | kwartfinale          | halve finale         | finale / BM          | finale / BM |
| atleten                          | onderdeel | tegenstander uitslag | tegenstander uitslag | tegenstander uitslag | stand        | tegenstander uitslag | tegenstander uitslag | tegenstander uitslag | tegenstander uitslag | tegenstander uitslag | rang        |
| -------------------------------- | --------- | -------------------- | -------------------- | -------------------- | ------------ | -------------------- | -------------------- | -------------------- | -------------------- | -------------------- | ----------- |
| Mohamed Abicha Zouheir El Graoui | mannen    | Wanderley - Stein    | Partain - Benesh     | Díaz - Alayo         |              |                      |                      |                      |                      |                      |             |

### Wielersport

#### BMX
Race
Mannen
| atleet           | onderdeel | kwartfinale | kwartfinale | last chance run | last chance run | halve finale   | halve finale   | finale         | finale         |
| atleet           | onderdeel | punten      | rang        | tijd            | rang            | punten         | rang           | uitslag        | rang           |
| ---------------- | --------- | ----------- | ----------- | --------------- | --------------- | -------------- | -------------- | -------------- | -------------- |
| Nadim Laghmouchi | race      | 20          | 22          | niet geplaatst  | niet geplaatst  | niet geplaatst | niet geplaatst | niet geplaatst | niet geplaatst |

#### Wegwielrennen
Mannen
| atleet           | onderdeel    | tijd | rang |
| ---------------- | ------------ | ---- | ---- |
| Achraf Ed Doghmy | wegwedstrijd | DNF  | DNF  |

### Worstelen

#### Grieks-Romeinse stijl
Mannen
| atleet        | onderdeel | eerste ronde         | kwartfinale          | halve finale         | herkansing           | finale / BM          | finale / BM |
| atleet        | onderdeel | tegenstander uitslag | tegenstander uitslag | tegenstander uitslag | tegenstander uitslag | tegenstander uitslag | rang        |
| ------------- | --------- | -------------------- | -------------------- | -------------------- | -------------------- | -------------------- | ----------- |
| Oussama Assad | −130 kg   |                      |                      |                      |                      |                      |             |

### Zwemmen
Mannen
| Atleet           | Onderdeel        | Series  | Series | Halve finale | Halve finale | Finale         | Finale         |
| Atleet           | Onderdeel        | Tijd    | Rang   | Tijd         | Rang         | Tijd           | Rang           |
| ---------------- | ---------------- | ------- | ------ | ------------ | ------------ | -------------- | -------------- |
| Ilias El Fallaki | 400 m vrije slag | 4.01,59 | 33     | n.v.t.       | n.v.t.       | Niet geplaatst | Niet geplaatst |

Vrouwen
| atlete          | onderdeel        | series  | series | halve finale   | halve finale   | finale         | finale         |
| atlete          | onderdeel        | tijd    | rang   | tijd           | rang           | tijd           | rang           |
| --------------- | ---------------- | ------- | ------ | -------------- | -------------- | -------------- | -------------- |
| Imane El Barodi | 100 m schoolslag | 1.14,57 | 34     | niet geplaatst | niet geplaatst | niet geplaatst | niet geplaatst |